# جون شارب (قسيس)
جون شارب (بالإنجليزية: John Sharp)‏ هو قسيس أمريكي، ولد في 9 نوفمبر 1820 في Clackmannan ‏ في المملكة المتحدة، وتوفي في 23 ديسمبر 1891 في مدينة سولت ليك في الولايات المتحدة بسبب سرطان القولون.